# Paduaner (Huhn)
Bei einem Paduaner (Paduaner Haubenhuhn) handelt es sich um eine Hühnerrasse.

## Rassegeschichte
Paduaner gehören zur Gruppe der Vollhaubenhühner und sind nachweislich mindestens seit 500 Jahren in Zucht. Außer in Italien waren sie in Frankreich, in den Niederlanden und in Deutschland bereits im 18. Jahrhundert weit verbreitet.
Sehr alte Rasse, aus dem halbhaubigen europäischen Landhuhn herausgezüchtet; seit dem 18. Jahrhundert in den Hauptfarben in Deutschland gezüchtet.
Der bisher älteste bildliche Nachweis eines Haubenhuhns wurde auf dem Papyrus Artemidor, datiert um 10 n. Chr., aus dem ägyptischen Alexandria. Danach gibt es einige weitere seltene Funde von Schädelknochen mit deutlich erkennbarer Protuberanz u. a. aus dem Serapeion in Mainz, um 80 n. Chr. datiert, sowie aus West Hill (röm. Tempelbau) in Südengland bei Uley, um 350 n. Chr. [Brothwell 1979]. Ebenfalls um ein Opfertier dürfte es sich bei dem Schädelknochen aus dem römischen Trier, ca. 394 n. Chr., [Teegen 2007] gehandelt haben.

## Farbenschläge
Hauptfarben in Deutschland: silber-schwarz-gesäumt, gold-schwarz-gesäumt, gelb-weiß-gesäumt (chamois), blau-gesäumt, schwarz, weiß, gold, tollbunt, wildbraun (Zwerge), gesperbert.
Weitere Farbschläge im Ausland:
Kennfarbig, schwarz-weiß-gescheckt, gold-blau-gesäumt (Zwerge), creole

## Eigenschaften
Ein mittelgroßes, leichtgebautes Huhn in Landhuhnform mit großer Vollhaube und dichtem Bart, mit kecker, aufrechter Haltung und mit gut entwickeltem, aber glatt anliegendem Gefieder; ruhiges und zutrauliches Wesen, ihre mittelhohen Beine sind blau.
- Gewichte: Hahn: 2–2,5 kg, Henne: 1,5–2 kg
- Bruteier-Mindestgewicht: 48 g
- Schalenfarbe der Eier: weiß
- Legeleistung: 120